# Veronica lycopodioides
Veronica lycopodioides är en grobladsväxtart. Veronica lycopodioides ingår i släktet veronikor, och familjen grobladsväxter. Utöver nominatformen finns också underarten V. l. patula.